# La Folle Histoire d'amour de Simon Eskenazy
La Folle Histoire d'amour de Simon Eskenazy je francouzský hraný film z roku 2009, který režíroval Jean-Jacques Zilbermann. Jde o volné pokračování filmu Muž je žena jako každá jiná. Snímek měl světovou premiéru na filmovém festivalu Paris Cinéma dne 4. července 2009.

## Děj
Simon Eskenazy je hudebník-klarinetista tradičního židovského hudebního stylu klezmer žijící v Paříži. Právě prožívá rozpolcený vztah, kdy se nemůže rozhodnout mezi učitelem filozofie a Naïmem, mladým muslimským transvestitou, A do toho všeho se k němu jednoho dne nastěhuje jeho nemocná matka a z Ameriky přiletí jeho bývalá manželka s desetiletým synem, kterého nikdy neviděl.

## Obsazení
| Antoine de Caunes | Simon Eskanazy                   |
| Judith Magre      | Bellala Eskanazy, Simonova matka |
| Mehdi Dehbi       | Naïm / Angela                    |
| Elsa Zylberstein  | Rosalie Baumann                  |
| Catherine Hiegel  | Arlette                          |
| Micha Lescot      | Raphaël                          |
| Max Boublil       | David                            |
| Jean Lescot       | Mordechaï                        |
| Nada Strancar     | Babette                          |
| Taylor Gasman     | Yankele                          |
| Matthew Gonder    | Yvan Finkelstein                 |
| Georges Diane     | majitel hotelu                   |